# Anne Winters
Anne Winters (ur. 3 czerwca 1994 w Dallas) – amerykańska aktorka, która wystąpiła m.in. w serialach Grand Hotel, Miasto zła i Tyran.

## Filmografia

### Filmy
| Rok  | Tytuł                            | Rola            | Uwagi       |
| ---- | -------------------------------- | --------------- | ----------- |
| 2009 | Gloria                           | uczennica       | krótkometr. |
| 2010 | A Christmas Snow                 | młoda Kathleen  |             |
| 2011 | Cooper and the Castle Hills Gang | Lauren          |             |
| 2014 | Sand Castles                     | Lauren Daly     |             |
| 2014 | Fatal Instinct                   | Kelly Decker    |             |
| 2015 | Pass the Light                   | Gwen            |             |
| 2015 | The Bride He Bought Online       | Avery Lindstrom |             |
| 2016 | The Tribe                        | Sarah           |             |
| 2017 | Reality High                     | Holly           |             |
| 2017 | Mama i tata                      | Carly Ryan      |             |
| 2018 | Wieczorówka                      | Mila            |             |
| 2019 | Countdown                        | Courtney        |             |
| 2022 | Six                              | Charlie\Six     | krótkometr. |

### Telewizja
| Rok       | Tytuł              | Rola           | Uwagi              |
| --------- | ------------------ | -------------- | ------------------ |
| 2013      | Liv i Maddie       | Kylie Kramer   | 1 odc.             |
| 2013–2014 | The Fosters        | Kelsey         | 6 odc.             |
| 2014–2016 | Tyran              | Emma Al-Fayeed | w gł. obs.         |
| 2015      | Miasto zła         | Vicki Roth     | w gł. obs.         |
| 2016      | Cruel Intentions   | Valerie York   | niesprzed. pilot   |
| 2017–2019 | Zac & Mia          | Mia Phillips   | w gł. obs.         |
| 2018–2019 | Trzynaście powodów | Chlöe Rice     | 16 odc.            |
| 2019      | Grand Hotel        | Ingrid         | w gł. obs.         |
| 2022      | Orville            | Charly Burke   | w gł. obs. 3 serii |